# Nucleus supraopticus
Der Nucleus supraopticus ist eine Ansammlung von Nervenzellkörpern, ein Kerngebiet, das sich oberhalb der Sehbahn (Tractus opticus) im Zwischenhirn (Diencephalon), genauer im unteren Bereich dieses Hirnabschnitts, dem Hypothalamus befindet. Er gehört zusammen mit dem Nucleus paraventricularis zu den großzelligen Kerngebieten.

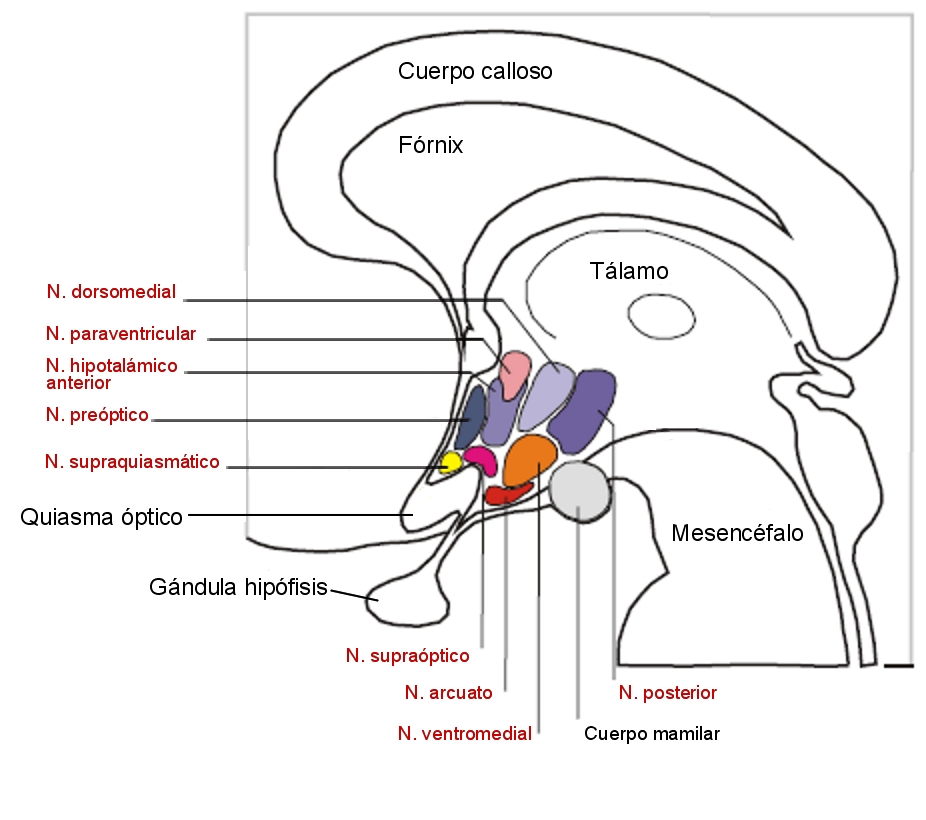
Skizze eines Sagittalschnitts durch den Zwischenhirn- und Mittelhirnbereich mit dem Hypothalamus, Bezeichnungen in spanischer Sprache; Núcleo supraóptico entspricht dem Nucleus supraopticus der Nomina anatomica (in violetter Färbung)

Im Nucleus supraopticus befinden sich Osmorezeptoren, die auf Veränderungen der Salzkonzentration im umgebenden Gewebe reagieren. Die Nervenzellen des Nucleus supraopticus sind neurosekretorisch tätig. Sie produzieren Vasopressin, und in geringer Menge auch Oxytocin, beides Hormone, welche dann – in Vesikel verpackt – über die Nervenzellfortsätze (axonal) über den Tractus supraopticohypophysialis zur Neurohypophyse (Hypophysenhinterlappen) transportiert werden.
Der Nucleus supraopticus ist damit eine Schnittstelle zwischen Zentralnervensystem und endokrinem System. Vasopressin wirkt als antidiuretisches Hormon (ADH, die Urinbildung hemmendes Hormon), da es die Rückgewinnung von Wasser in den Sammelrohren der Niere fördert. Bei einer Schädigung mit Verlust der ADH-Produktion kommt es zum Diabetes insipidus.